# Ceeldhere
Ceeldhere – miasto w Somalii; 27 600 mieszkańców (2006). Przemysł spożywczy.